# Wittgendorf (Saalfeld)
Wittgendorf – dzielnica miasta Saalfeld/Saale w Niemczech, w kraju związkowym Turyngia, w powiecie Saalfeld-Rudolstadt. Do 5 lipca 2018 jako samodzielna gmina wchodziła w skład wspólnoty administracyjnej Mittleres Schwarzatal.